# جنگل‌دوست‌ها
جنگل‌دوست‌ها (نام علمی: Hylophilus) نام یک سرده از تیره سرودخوان است.